# Best of Bee Gees Vol. 2
A Best of Bee Gees Vol. 2 című lemez a Bee Gees  Olaszországban, és Franciaországban kiadott válogatáslemeze. Címében azonos csak a Best of Bee Gees Vol 2 1973-as kiadvánnyal.

## Az album dalai
1. Let There Be Love (Barry, Robin és Maurice Gibb) – 3:32
2. I.O.I.O (Barry és Maurice Gibb) – 2:57
3. Don't Forget To Remember (Barry és Robin Gibb)- 3:27
4. Saved By The Bell (Robin Gibb) – 3:06
5. Lamplight (Barry, Robin és Maurice Gibb) – 4:47
6. One Million Years (Robin Gibb) – 4:05
7. August-October (Robin Gibb) – 2:31
8. Sweetheart (Barry és Maurice Gibb) – 3:09
9. Railroad (Billy Lawrie, Maurice Gibb) – 3:38
10. I'll Kiss Your Memory (Barry Gibb) – 4:26
11. Lonely Days (Barry, Robin és Maurice Gibb) – 3:51
12. Tomorrow, Tomorrow (Barry és Maurice Gibb) – 4:07

## Közreműködők
- Bee Gees